# Gare de Varberg
La gare de Varberg (suédois:  Varbergs Station) est une gare ferroviaire suédoise à Varberg. Elle fait face au Cattégat.

## Situation ferroviaire
La gare se trouve sur la Västkustbanan , ligne ferroviaire entre Göteborg et Lund.

## Service des voyageurs

### Intermodalité
Un parking pour les véhicules y est aménagé.